# 130066 Timhaltigin
130066 Timhaltigin este o planetă minoră (asteroid) din centura de asteroizi. A fost descoperită pe 1 noiembrie 1999 la Catalina Station⁠(d) de Catalina Sky Survey. 
Obiectul prezintă o orbită caracterizată de o semiaxă mare de 2,687603579022 UAi, o excentricitate de 0,07, o înclinație de 12,1 ° în raport cu ecliptica.